# Šmartno pri Slovenj Gradcu
Šmartno pri Slovenj Gradcu je naselje oz. vaška skupnost v Mestni Občini Slovenj Gradec z več kot 1.200 prebivalci. Kraj leži v Mislinjski dolini. Skozi kraj teče reka Mislinja. Skozi Šmartno se peljete po magistralni cesti Dravograd – Velenje.

## Zgodovina Šmartna

### Od prve omembe do 18. stoletja
Prva omemba kraja sega v leto 1106, ko se je ime Sv. Martin, danes Šmartno, prvič omenilo v darilni pogodbi, listini oglejskega patriarha cerkve v Dobrli vasi na Koroškem. Župnijski teritorij je segal sprva do Vuzenice, Vitanja, Šentjanža pri Dravogradu, Svetega Petra na Kronski gori, Kotelj in Sv. Vida nad Valdekom. Torej je prafara obsegala zelo veliko območje.
Nedolgo zatem so v okolici Šmartnega nastali manjši zaselki in cerkvice. Tako se leta 1318 prvič omenja Turiška vas, kot kraj Tuerk, v istem stoletju pa še cerkev sv. Tomaža v Tomaški vasi. Turiška vas ni dobila imena po Turkih temveč po vrsti goveda, ki so jo tukaj redili.
V 15. stoletju pa se prvič omenjajo cerkve sv. Filipa v Golavabuki, Matere božje na Homcu, sv. Andreja na Brdah in cerkev sv. Jurija na Legnu, v kateri so, predvsem po zaslugi gospe Mire Strmčnik - Gulič, magistre  arheologije, odkrili del malo znane slovanske zgodnje srednjeveške cerkvene zgodovine.
V tistih časih so poleg Turkov v teh krajih pustošile tudi kobilice. Ko so kobilice in Turki odšli, pa sta zrasli še cerkvici sv. Barbare na pobočju Pohorja in sv. Magdalene na Brdah.
V 16. stoletju je prvič omenjen dvorec Gallenhof, ki je stal ob cerkvi sv. Jurija na Legnu in ga je po drugi svetovni vojni razrušila močna eksplozija streliva, ki je bilo tam uskladiščeno. Dvorec je leta 1542 dal pozidati Hans Gall. V ravnini naselja Mislinjska Dobrava, blizu Turiške vasi, je le malo pred letom 1600 Bernard Gall z Vodriža postavil dvorec Hartenstein. V lasti so ta dvorec imeli številni imenitniki, del zgodovine dvorca pa opisuje Gusti Stridsberg v knjigi Mojih pet življenj. Med zadnjo vojno so Hartenstein požgali partizani, ostanke dvorca pa danes obdaja gospodarsko poslopje.
V prvi polovici 17. stoletja je cerkev sv. Martina v Šmartnem zajel požar, kmalu nato pa so jo obnovili in ji prizidali novi stranski ladji ter postavili nov zvonik, ki daje cerkvi baročno podobo.
V osemnajstem stoletju je Janez Andrej Strauss okrasil notranjost cerkve s štirimi podobami in s sliko patrona sv. Martina, Janez Jurij Mersi pa je izdelal glavni oltar. Z letom 1789 je prafara Šmartno pripadla lavantinski škofiji.

### 19. stoletje - ustanovitev šole
Ustanovitev šole v Šmartnem sega v začetek 19. stoletja. Na pobudo zavednega župnika Franca Ruprechta so leta 1811 ustanovili trivialno šolo.
Prvi kvalificirani učitelj je bil Franc Tančer, ki je v Šmartnem služboval polnih 60 let ter za požrtvovalno in uspešno delo prejel naziv “vzorni učitelj”. Takoj po njegovem prihodu so pričeli zidati šolsko poslopje in urejati obsežen šolski vrt. Prav po zaslugi šole pa sta se v Šmartnem v tistem času močno razvila sadjarstvo in čebelarstvo.
Leta 1864 je v kraj prišel takratni knezoškof in narodni buditelj Anton Martin Slomšek.
V podeželski trivialki so se obvezno šolali otroci od 6. do 12. leta starosti. Vsi mladostniki in nevšolani otroci pa so morali ob četrtkih in nedeljah obiskovati ponavljalno šolo. Število šoloobveznih otrok je naraščalo in iz enorazrednice se je šola razširila v dvorazrednico, konec 19. stoletja pa v štirirazrednico.
Takrat pa je skozi Šmartno prisopihal tudi vlak. Decembra leta 1899 je bila končana proga Velenje - Dravograd, ki pa je bila leta 1968 ukinjena. Danes po nekdanji železniški trasi poteka kolesarska pot, ki povezuje kraje v Mislinjski dolini.
Leta 1881, se je porodila misel o ustanovitvi Gasilskega društva, pod geslom “Pomagaj bližnjemu v nesreči!”. Leta 1903 je društvo sprejelo svoj prvi pravilnik, ki ga hrani še danes. Leta 1906 pa so se gasilci vselili v svoje prostore. Nov gasilski in hkrati tudi kulturni dom pa so zgradili leta 1965.

### Od 20. stoletja dalje

#### Prva svetovna vojna in čas med vojnama
Po prvi svetovni vojni se je v Šmartnem življenje spet normaliziralo. Tako je trgovec Pušnik na reki Mislinji zgradil mlin in žago. Lesni trgovec in veleposestnik Kac je prav tako znal izkoristiti tok reke in na njej izgradil manjšo elektrarno, ki je z elektriko napajala mlin in žago. Elektriko so napeljali tudi v poslopja lastnika elektrarne, koristili pa so jo tudi nekateri kmetje v Šmartnem.
Šola se je razširila v petrazrednico, šolske reforme pa so šolo razdelile v osnovno šolo s štirimi oddelki in v višjo ljudsko šolo z dvema oddelkoma.
Leta 1931 je nastopil službo nadžupnika g. Anton Somrek. Med drugo svetovno vojno je bil zaprt in izseljen na Hrvaško. Umrl je leta 1964 in je pokopan v Šmartnem.
Trideseta leta so pomenila višek gospodarske krize, kljub temu ali pa morda ravno zato so ljudje čutili potrebo po druženju, zato so se v tistem času ustanavljala razna društva in klubi ter prirejali tečaji, med slednjimi tečaj za knjigovezce. Zelo dejavno je bilo prosvetno in kulturno društvo, ustanovljena pa sta bila tudi športni in kolesarski klub. Med udeleženci in organizatorji so bili tudi Ivan Krpač ter Ferdo in Gustav Kac. Omeniti velja tudi izredno aktivnost športnih društev SOKOL in OREL. Društvo Orel je imelo manjšo telovadnico v prizidku župnišča, člani pa so veliko nastopali na srečanjih Orla v večjih krajih.
V letih med obema vojnama in nekaj let po drugi svetovni vojni je najbolj zaznamoval kulturno, družabno in športno življenje Ivan Krpač. Kot občinski tajnik je pred nemško zasedbo in zlasti med njo s svojim delom storil veliko dobrega za krajane.
V času med vojnama je bilo v Šmartnem zelo razgibano družabno življenje, katerega središče je bila restavracija Kac.

#### Druga svetovna vojna
Po porazu Jugoslavije so zavedne slovenske učitelje in duhovnike odpuščali iz službe, jih internirali, moške pa tudi vpoklicali v nemško vojsko. Že prvi dan vojne, na cvetno nedeljo, je nemško letalo do smrti zadelo Milana Felleta, učenca šole v Šmartnem. Bil je prva vojna žrtev v Mislinjski dolini.
Nemški okupator je na to območje prišel 10. aprila 1941. Kaj kmalu so začeli nemški gestapovci zapirati zavedne Slovence. V Šmartnem so takoj zaprli Ferda Kaca in župnika Antona Somreka. V drugi polovici aprila istega leta so Nemci šmarško župnišče spremenili v zbirno taborišče. To taborišče je obstajalo do 4. junija leta 1941. V njem je bilo zaprtih veliko domačinov in znanih Slovencev - med njimi Jakob Soklič, Franc Ksaver Meško in Karel Destovnik - Kajuh.
Karel Destovnik - Kajuh je bridko občutil nasilje in v svoji pesmi “Petindvajset” izrazil vso žalost nad človekovo usodo.
Zaradi vedno večjih akcij partizanov in zaradi likvidacije nemške sodelavke v Šmartnem, so Nemci v bližini Brezovnikovega kozolca ustrelili 10 zapornikov, ki so jih pripeljali iz mariborskih zaporov. To se je zgodilo 9. marca leta 1944 in je bilo prvo streljanje talcev v Mislinjski dolini.
Spomladi, leta 1944, so na pobočju Pohorja ustanovili partizanske bolnišnice, imenovane tudi Pavčkove bolnice.
Maja istega leta pa je življenje za svobodo dala mladinka iz Golavabuke Lenčka Marzelova. Po njej se je imenovala Tretja osnovna šola v Slovenj Gradcu.

### Na poti v 21. stoletje

#### Osamosvojitev Slovenije
Leta 1991 se je Slovenija osamosvojila in tako so tudi v Šmartnem z veseljem pričakali razglasitev samostojnosti. Že naslednji dan pa so bili krajani priče vdoru jugoslovanske armade, ki je hotela zasesti slovenske meje. Med tistimi, ki so branili neodvisnost Slovenije, je v bitki na Holmecu omahnil smrtno zadet Šmarčan Željko Ernoič. Vsako leto v Šmartnem organizirajo »Željkov memorial«, ki je posvečen spominu na vojnega veterana, ki je kot pripadnik vojnih enot Postaje milice Slovenj Gradec padel v silovitem boju pri obrambi mejnega prehoda Holmec, 28. junija 1991,  skupaj s soborcem Bojanom Štumbergerjem iz Slovenj Gradca.

#### Nova šola in vrtec
Leta 1974 so zgradili novo šolo, ki pa je bila, kljub dograjenim 13-im učilnicam, še vedno premajhna za vse otroke, ki so šolo obiskovali. Zato je pouk potekal tudi v stari zgradbi, ki je še danes v  uporabi. Leta 1980 do zgradili še telovadnico.  Leta 1995 so dobili tudi nov stadion pred šolo. V poletnih počitnicah 2003 so v učilnice preuredili še tri prostore šole zaradi začetka devetletke. Kmalu so zaradi devetletke pričeli z gradnjo prizidka, ki je bil zgrajen in za pouk odprt septembra 2005.
V poletnih počitnicah leta 2006 so preuredili učilnice v najstarejšem delu šole, nekatere učilnice v novejšem delu šole, kuhinjo z jedilnico. V spodnjih učilnicah so učenci dobili izhode iz učilnic na podest.
V poletnih počitnicah 2007 so prenovili še ves preostali del šole, tako da je šola popolnoma prenovljena in učilnice prve triade so opremljene s sodobno interaktivno opremo.
Šolski okoliš zajemajo naselja: Šmartno, Turiška vas, Tomaška vas, Mislinjska Dobrava, Brda, Legen in Golavabuka. Šola je devetletna, ima po dva oddelka vsakega razreda in jo obiskuje približno 300 učencev.
V času poletnih počitnic leta 2015 so v Šmartnem podrli star montažni vrtec, saj je bil v zelo slabem stanju in prostorsko tudi ni več ustrezal predpisanim normativom. V kratkem času so zgradili novega, ki ga obdaja sodobno otroško igrišče. V novem vrtcu je prostora za približno 160 otrok, ki imajo na razpolago 575 m2 notranjih igralnih površin.

## Zanimivosti
Pred časom je v Šmartnem stala 250 let stara lipa, ki pa je dolgo bolehala zaradi onesnaženega ozračja. Ker je bila spomeniško zaščitena, so jo nekaj časa zdravili, vendar so na koncu morali sprejeti odločitev, da jo bodo požagali in zasadili novo. Na njenem mestu je ostala tabla s pomembnimi letnicami.
V kraju je tudi meteorološka postaja (pri Slugu). Na križišču pri kmetiji je kužno znamenje, v spomin na hudo bolezen v času srednjega veka, ko je kosila smrt zaradi kuge.
Že nekaj let se v Šmartnem lahko popotniki podajo "Po poti domačih obrti", ki je kulturno-etnološka pot in poteka po Šmartnem, Golavabuki in Legnu. Zanimivosti ob poti so cerkev sv. Martina, tabla o 250-letni Štiblerjevi lipi, kužno znamenje, Herčev mlin in žaga. Ogledajo si lahko kmetijo Lešnik, stare običaje, opravila in orodja, kovačijo in cerkev sv. Jurija na Legnu z najdbami starih grobov. Pot je dolga 7 km.
Na voljo je tudi Bernekerjeva pot, ki je posvečena enemu najpomembnejših slovenskih kiparjev impresionistov, Francu Bernekerju, ki je bil rojen 4. oktobra 1874 na Legnu, umrl pa je 16. maja 1932 v Ljubljani. Eno izmed njegovih del je tudi kip Primoža Trubarja v Ljubljani. Bernekerjeva pot je pohodniška, kolesarska in konjeniška, ki se prične pri gostilni Plesnik na Legnu, vodi mimo cerkve sv. Barbare do razvalin Bernekerjeve hiše in dalje do ekološke kmetije Krenker in Golob ter turizma na kmetiji Klevž. Ob poti so številne naravne zanimivosti, kapelice in znamenja. Če se odločite za daljšo pot, pa lahko obiščete še kočo pod Kremžarjevim vrhom in partizansko bolnišnico Trška gora-Sladki na Legnu, ki je urejena kot muzej na prostem in je od leta 1999 razglašena za kulturni spomenik državnega pomena. Pešpot je dolga od 7,5 do 10 km, kolesarska pa od 18 do 27 km.
Skozi Šmartno lahko popotniki potujejo tudi s kolesom po »Štrekni«. Takšno ime ima zato, ker je speljana po trasi opuščene železniške proge.
Ljubitelji zimskih radosti pa se lahko naužijejo smučanja na Smučišču Kope.